# Der alte Sultan

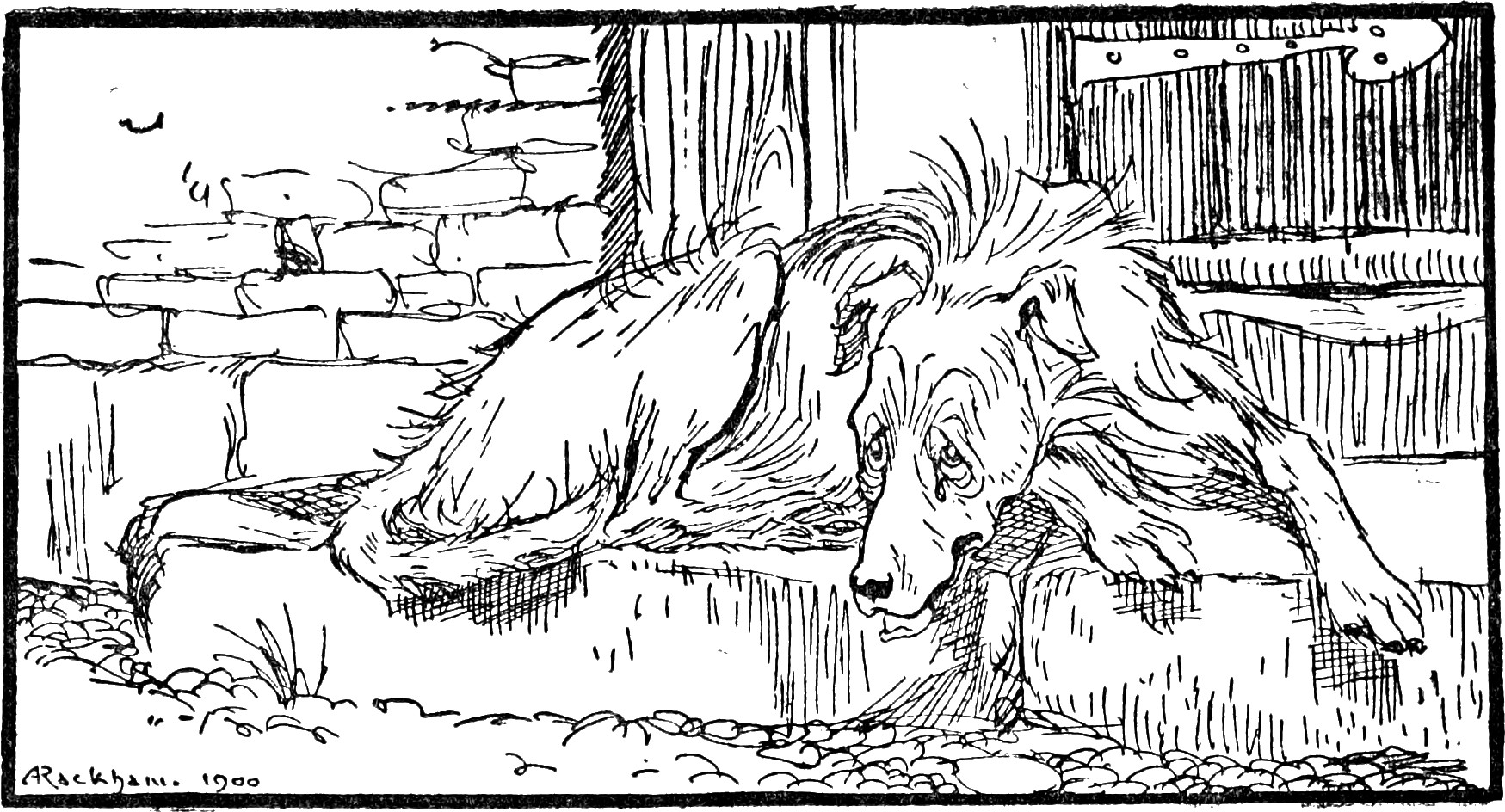
Illustration von Arthur Rackham, 1909

Der alte Sultan ist ein Tiermärchen (ATU 101, 103, 104). Es steht in den Kinder- und Hausmärchen der Brüder Grimm an Stelle 48 (KHM 48).

## Inhalt
Der Alte Sultan ist ein alter zahnloser Hund, den sein Herr erschießen will. Der Wolf weiß Rat und raubt zum Schein das kleine Kind, und der Hund holt es zurück. Jetzt behandelt ihn der Bauer gut. Der Wolf glaubt, dafür ungestraft ein Schaf rauben zu können, aber der Hund verrät es dem Bauern, der den Wolf verdrischt. Dafür lässt der Wolf den Hund vom Schwein zum Duell fordern. Als der alte Hund mit einer alten dreibeinigen Katze dort auftaucht, halten die beiden anderen den aufgereckten Schwanz der Katze für einen Säbel und ihr Hinken für das Aufheben von Steinen. Sie verstecken sich, aber seine Ohren verraten das Schwein im Laub. Beschämt schließt der Wolf Frieden.

## Herkunft

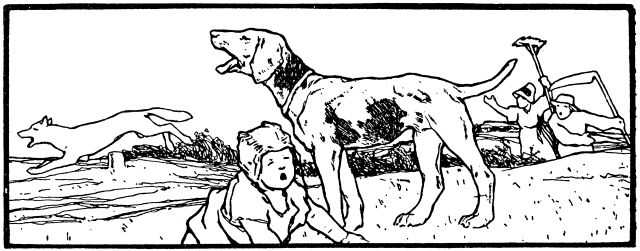
Illustration von Otto Ubbelohde, 1909

Grimms Anmerkung nennt als Quelle eine Erzählung „aus Niederhessen“ (Wachtmeister Krause) und eine „aus dem Paderbörnischen“ (Familie von Haxthausen), in letzterer sind es Fuchs und Bär, und geben eine dritte, „auch aus dem Paderbörnischen“ wieder, wozu sie auch „Halterich Nr. 14 und 34“ vergleichen. Sie nennen noch Haupt und Schmaler Nr. 8, serbisch „Reinhart Fuchs CCXCIV“, KHM 32 Der Fuchs und das Pferd, KHM 102 Der Zaunkönig und der Bär, „Baradja Nikdani in Wolfs Zeitschrift 1, 1. 2“, „der kleine Knäpzagel“ bei Haltrich Nr. 31, Laßbergs Liedersaal 1, 291, „die elfte Extravagante von dem Wolf und hungrigen Hund“ bei Steinhöwel „(1487) S. 56. 57.“
Der Text wurde sprachlich etwas ausgearbeitet. „Dir soll kein Härchen gekrümmt werden“ heißt es ab der 3. Auflage (vgl. KHM 20, 120), „ein Auge zudrücken“ ab der 2. Auflage (vgl. KHM 44). Der Bauer „kämmte“ dem Wolf schon in der 1. Auflage „tüchtig die Haare“, ab der 3. Auflage „mit dem Dreschflegel garstig die Haare“, die Wendung steht sinngemäß schon in Fischarts Geschichtsklitterung.
Vgl. KHM 27 Die Bremer Stadtmusikanten, KHM 102 Der Zaunkönig und der Bär, KHM 132 Der Fuchs und das Pferd; Ludwig Bechsteins Undank ist der Welt Lohn in Neues deutsches Märchenbuch.
In Heinrich Steinhöwels Fabel Der Wolf und der hungrige Hund lässt ein Hund einen Wolf dreimal zum Schein ein Schaf stehlen, um besseres Essen zu erhalten, während er ihm ein weiteres zur Belohnung aus Treue zu seinem Herren versagt. Der Stoff ist antiker Herkunft.
Grimms Fassung von 1812 ist ältester Beleg für die in Mittel- und Osteuropa häufige Kombination der Geschichte vom alten Hund (ATU 101) als Auslöser für den Krieg der Tiere (ATU 103, 104) in seiner Normalform mit Sieg der Schwachen über die Starken.

## Parodien

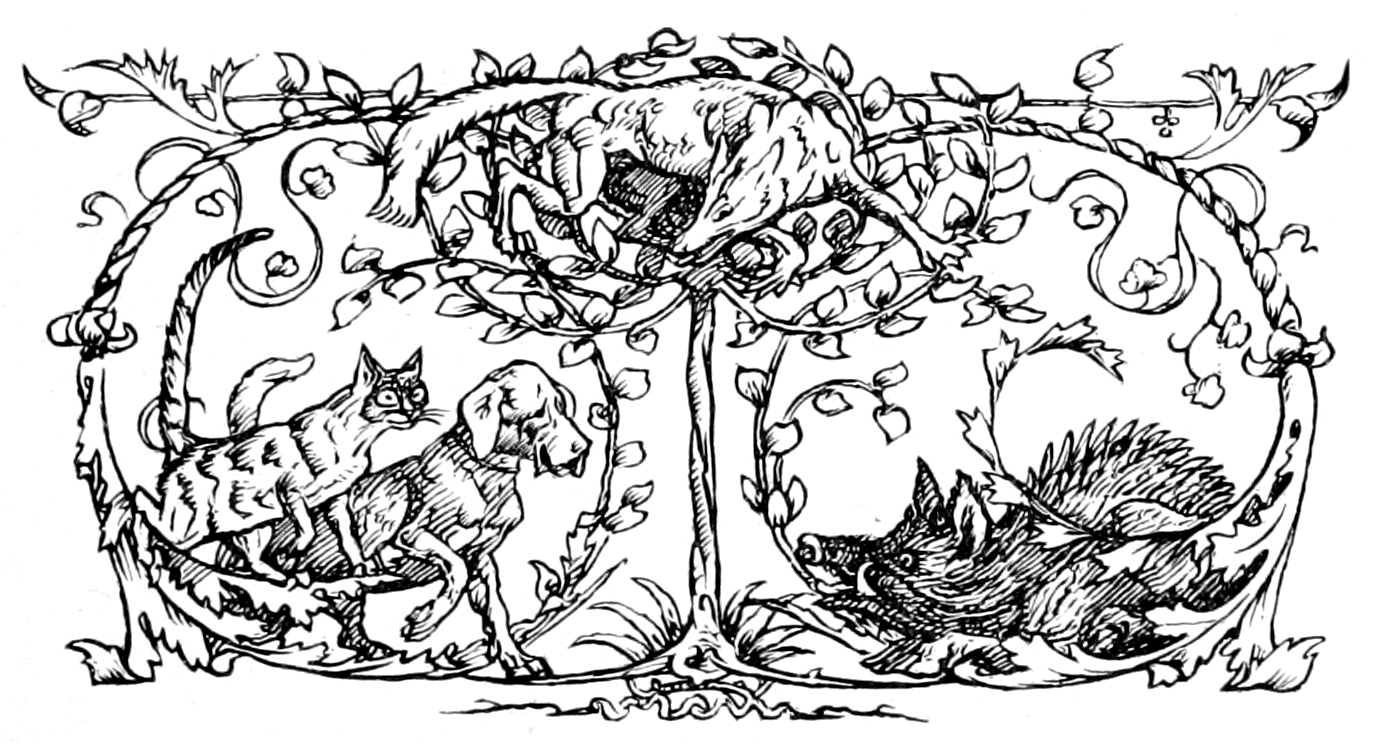
Illustration von Walter Crane, 1882

In Janoschs Parodie will der Bauer den treuen Hund erschießen, der nachts aus Heimweh um den Hof schleicht und ihn vor dem Feuer warnen will, doch alle verbrennen. Ein Manga erschien 2012 von Anike Hage.

## Fernsehen
In Kater Mikesch nach der Augsburger Puppenkiste (s/w, 6 Folgen, 1964) heißt der Hund auch „alter Sultan“.
- Gurimu Meisaku Gekijō, japanische Zeichentrickserie 1987, Folge 19: Der alte Sultan.
- SimsalaGrimm, deutsche Zeichentrickserie, Folge 4 der 3. Staffel (2010) Der alte Sultan.